# Pădureni, Arad
Pădureni, mai demult Erdeiș, (în maghiară Erdőhegy, în traducere „Muntele Pădurii”), este în prezent parte a orașului Chișineu-Criș. Se află pe partea de sud a Crișului Alb.

## Personalități
- Adalbert Boroș (1908 - 2003), cleric romano-catolic